# Live at the 1994 Floating Jazz Festival
Live at the 1994 Floating Jazz Festival è un doppio CD Live di Nat Adderley, pubblicato dall'etichetta discografica statunitense Chiaroscuro Records nel 1996.

## Tracce
CD 1
1. Introduction – 2:15
2. This I Dig of You – 10:36 (Hank Mobley)
3. Commentary – 1:29
4. Soudade – 13:29 (Walter Booker)
5. Commentary – 1:20
6. Once I Had a Secret Love – 11:04 (Sammy Fain, Paul Francis)
7. Plum Street – 11:53 (Nat Adderley)
8. Commentary – 7:22
9. Mercy, Mercy, Mercy – 5:14 (Joe Zawinul)
10. Commentary – 2:52

Durata totale: 67:34
CD 2
1. The Chant – 10:32 (Victor Feldman)
2. Commentary – 1:04
3. Unit Seven – 11:25 (Sam Jones)
4. Commentary – 5:25
5. Work Song – 9:45 (Nat Adderley, Oscar Brown Jr.)
6. Closing – 3:01
7. Jazzspeak / Walk Tall / Cannonball – 13:44

Durata totale: 54:56

## Musicisti
- Nat Adderley - cornetta
- Vincent Herring - sassofono alto
- Rob Bargad - pianoforte
- Walter Booker - contrabbasso
- Jimmy Cobb - batteria